# Рокаспиналвети
Рокаспиналвѐти (на италиански: Roccaspinalveti) е село и община в Южна Италия, провинция Киети, регион Абруцо. Разположено е на 740 m надморска височина. Населението на общината е 1411 души (към 2012 г.).